# 岩手県道46号紫波インター線
岩手県道46号紫波インター線（いわてけんどう46ごう しわインターせん）は、紫波インター（東北自動車道・岩手県紫波郡紫波町）から紫波郡紫波町桜町に至る県道（主要地方道）である。

## 概要

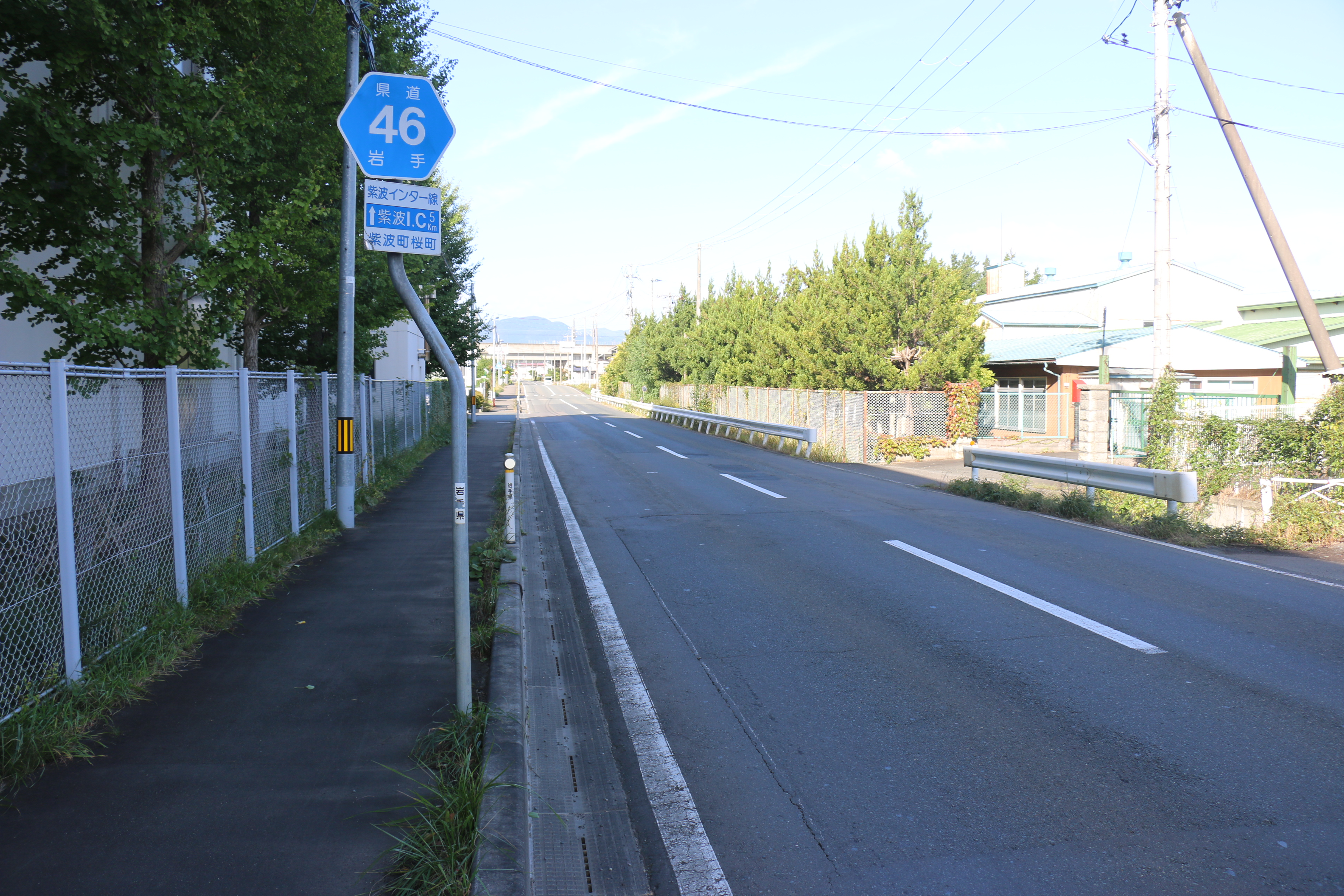
終点付近

国道4号と東北道を結ぶルートとして主要地方道に認定された。紫波インター周辺には工業団地が造成されている。

### 路線データ
- 実延長：4,838.8 m
- 起点：東北自動車道・紫波IC（県道162号交点）
- 終点：紫波郡紫波町桜町字浦田（桜町交差点・国道4号交点）

## 歴史
- 1993年（平成5年）5月11日 - 県道紫波雫石線の一部が、紫波インター線として建設省から主要地方道の指定を受ける[1]。
- 1994年（平成6年）3月15日 - 県道に認定される。

## 地理

### 通過する自治体
- 紫波郡紫波町

### 交差する道路
- 紫波IC - 東北自動車道、岩手県道162号紫波雫石線（紫波町稲藤字升形）
- 岩手県道285号盛岡石鳥谷線（紫波郡紫波町平沢字幅）
- 国道4号（桜町交差点・紫波町桜町字浦田）